# Træna
Træna è un comune norvegese della contea di Nordland. È uno dei comuni norvegesi con meno abitanti e uno dei più piccoli anche in fatto di superficie.